# DinoPark Ostrava

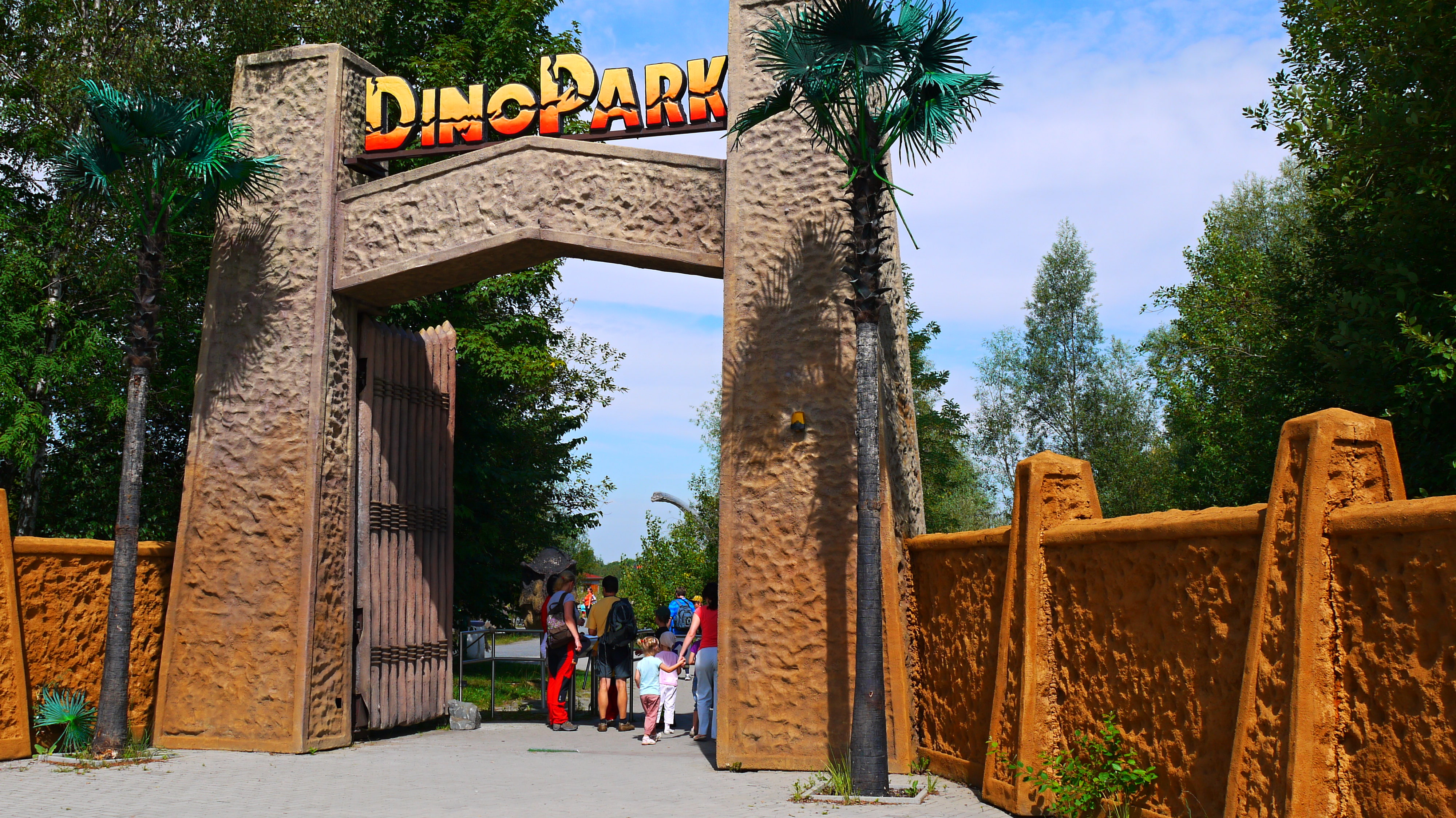
DinoPark Ostrava

DinoPark Ostrava se nachází na území Doubravy směrem na Orlovou, tedy 13 km od centra Ostravy. Na ploše 35 ha se nachází  více než 30 scén se 70 modely druhohorních zvířat v životních velikostech v prostředí, ve kterém pravděpodobně obývala naši planetu před více než 65 miliony let. Vedle paleontologicky věrných modelů dinosaurů (statických i robotických a ozvučených) se návštěvníci mohou seznámit s informacemi o jednotlivých druzích, o vývoji života na Zemi, pohybu kontinentů apod., vše zábavnou a atraktivní formou. Modely jsou vyráběny speciální patentovanou technologií na základě aktuálních vědeckých poznatků a nalezených fosilií. Návštěva DinoParku proto může být i vhodným doplňkem k výuce historie.
Součástí DinoParku Ostrava je i Dětské paleontologické hřiště, naučná stezka, denní hvězdárna, minizoo, unikátní dráha pro malé děti DinoRace, DinoBludiště a další atrakce. V pavilonu Cesta do minulosti Země se nachází artefakty datované již od starohor. K vidění je zde např. třetihorní škorpion, otisk křídel pravěkých vážek, fosilie přesliček nalezených v Česku, imitace autentického paleontologického výkopu atd. Pavilon vznikl ve spolupráci se Západočeským muzeem v Plzni a vedoucím jeho paleontologického oddělení, RNDr. Josefem Pšeničkou, PhD. V DinoParku je umístěná také živá „druhohorní“ rostlina Wollemia nobilis. Tento druh pravěké borovice se vyskytoval na Zemi již před 175 mil. lety a byl znovu objeven teprve v roce 1994. Jde o botanický unikát.
V DinoAquariu, 3D kině, je v celodenní smyčce promítán speciálně natočený panoramatický film. Do míst, kam se nedá jít pěšky, dopravuje návštěvníky speciální silniční vlak DinoExpres.

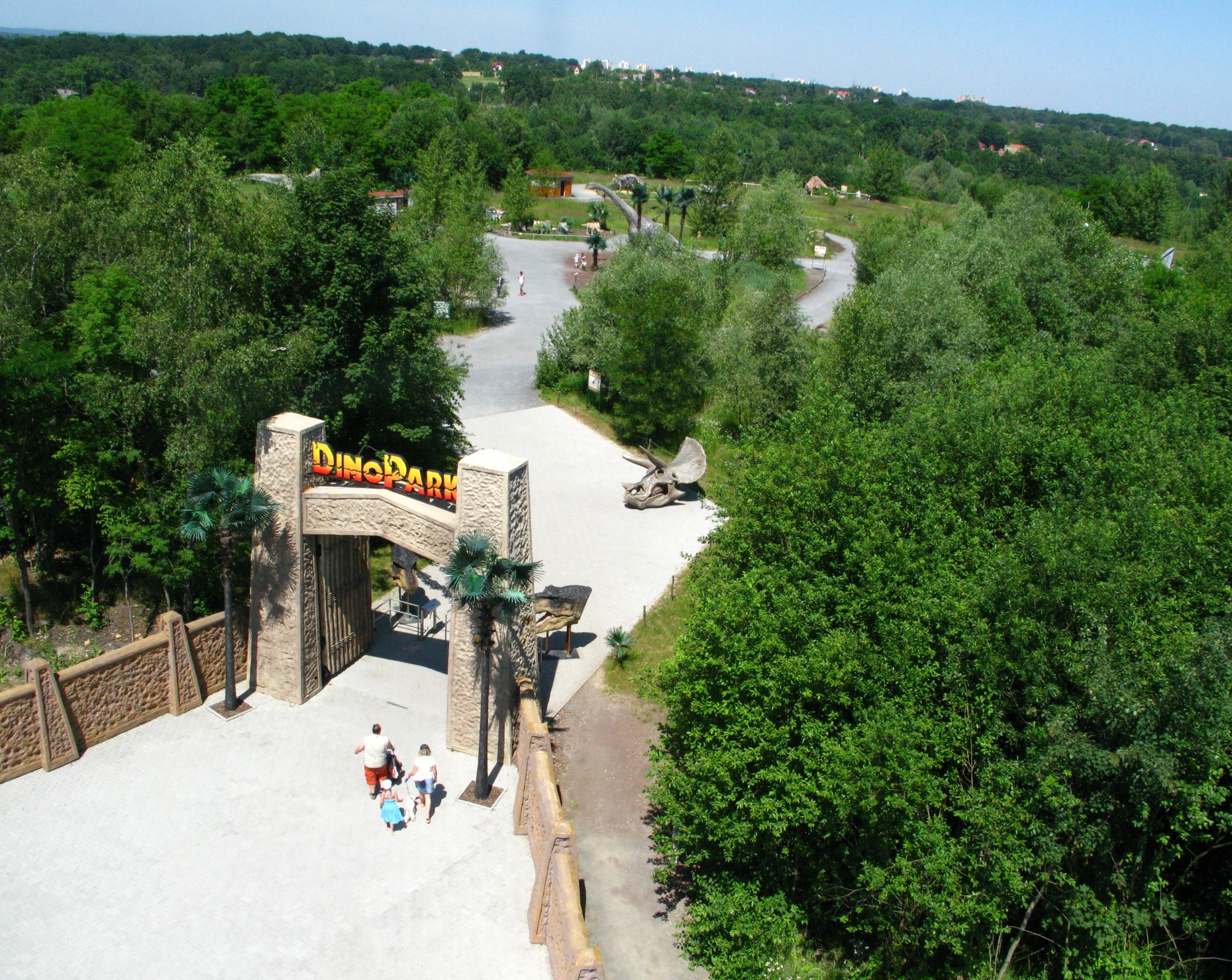
DinoPark Ostrava
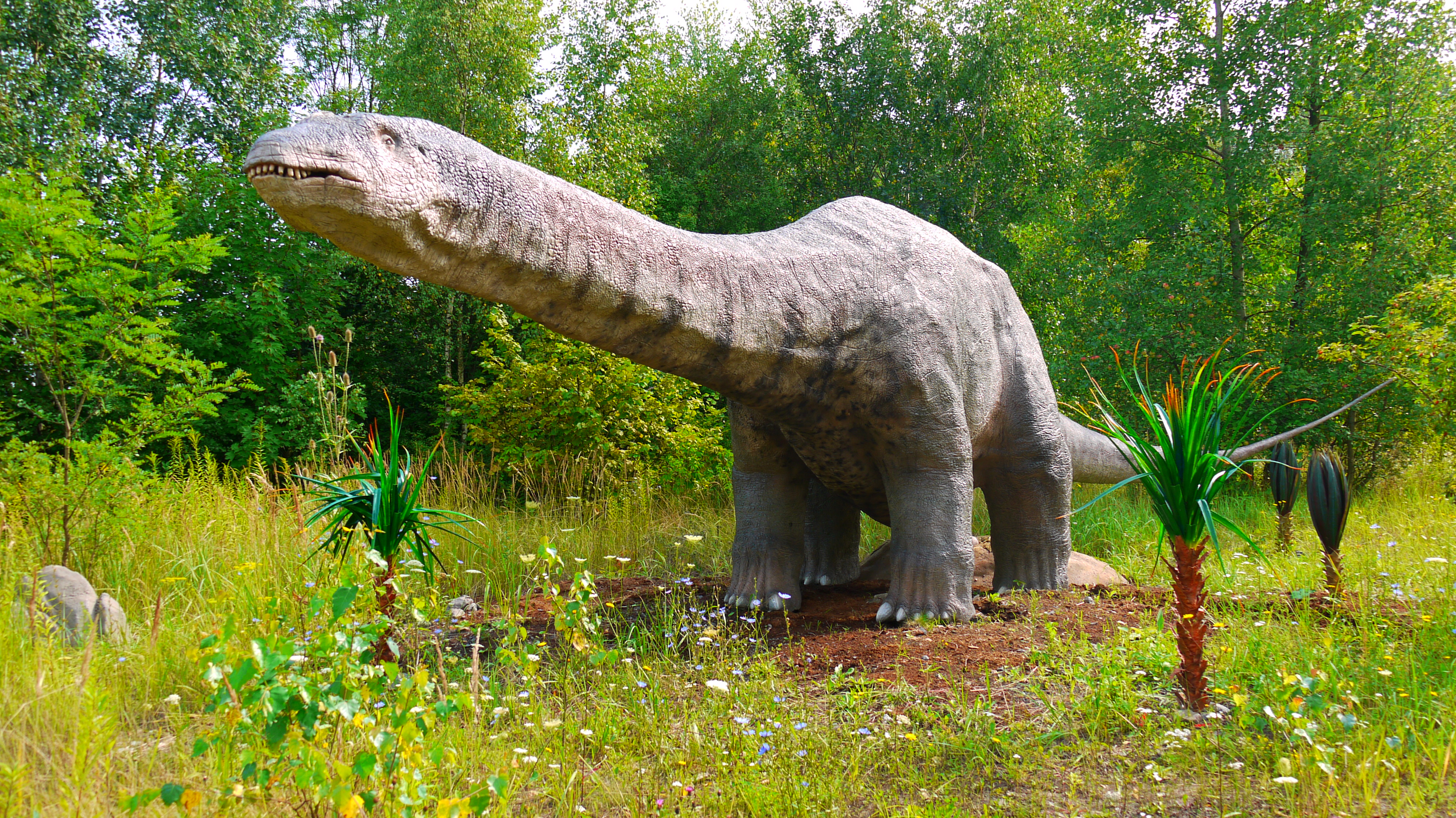
Apatosaurus, DinoPark Ostrava
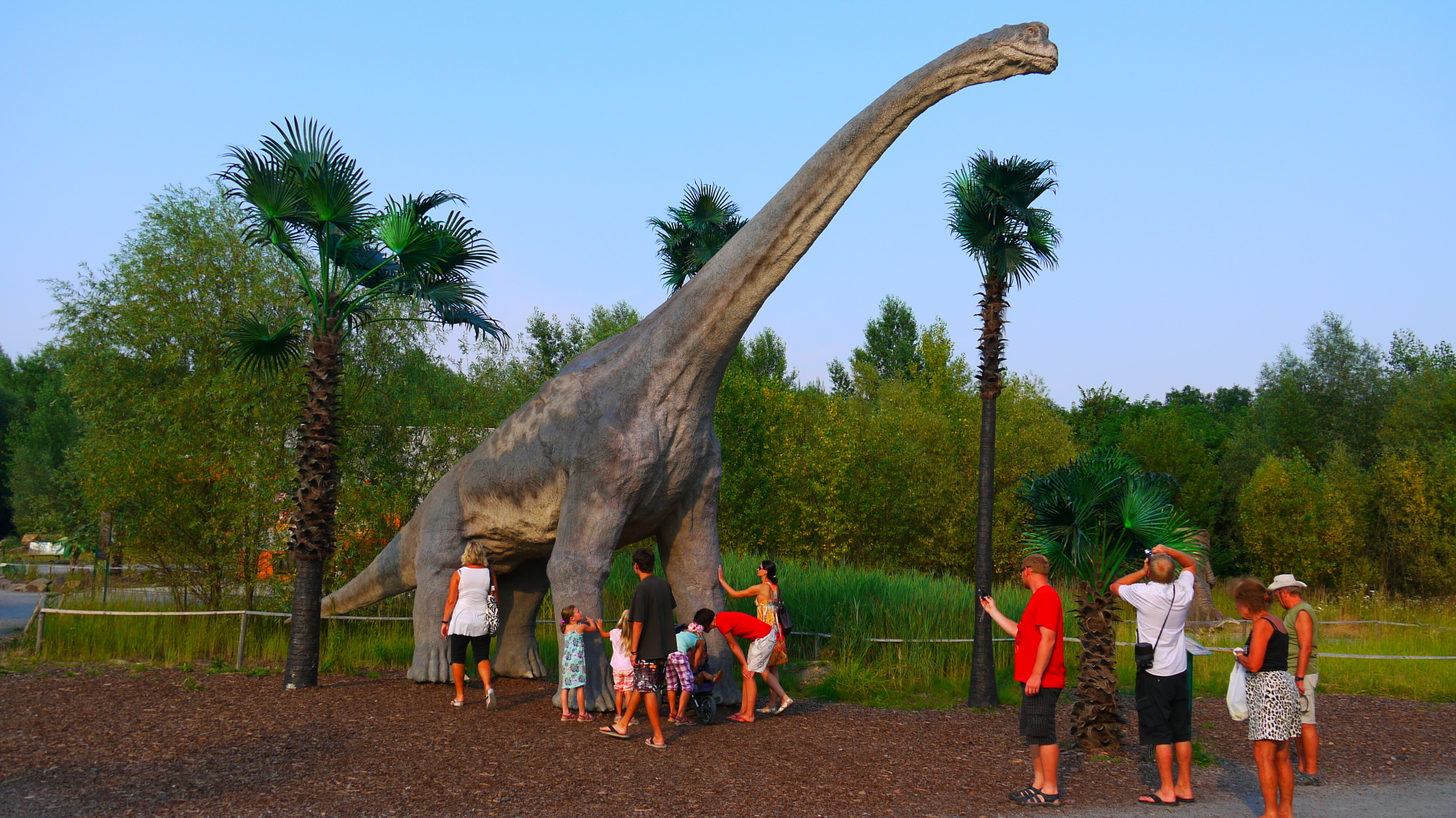
Brachiosaurus, DinoPark Ostrava
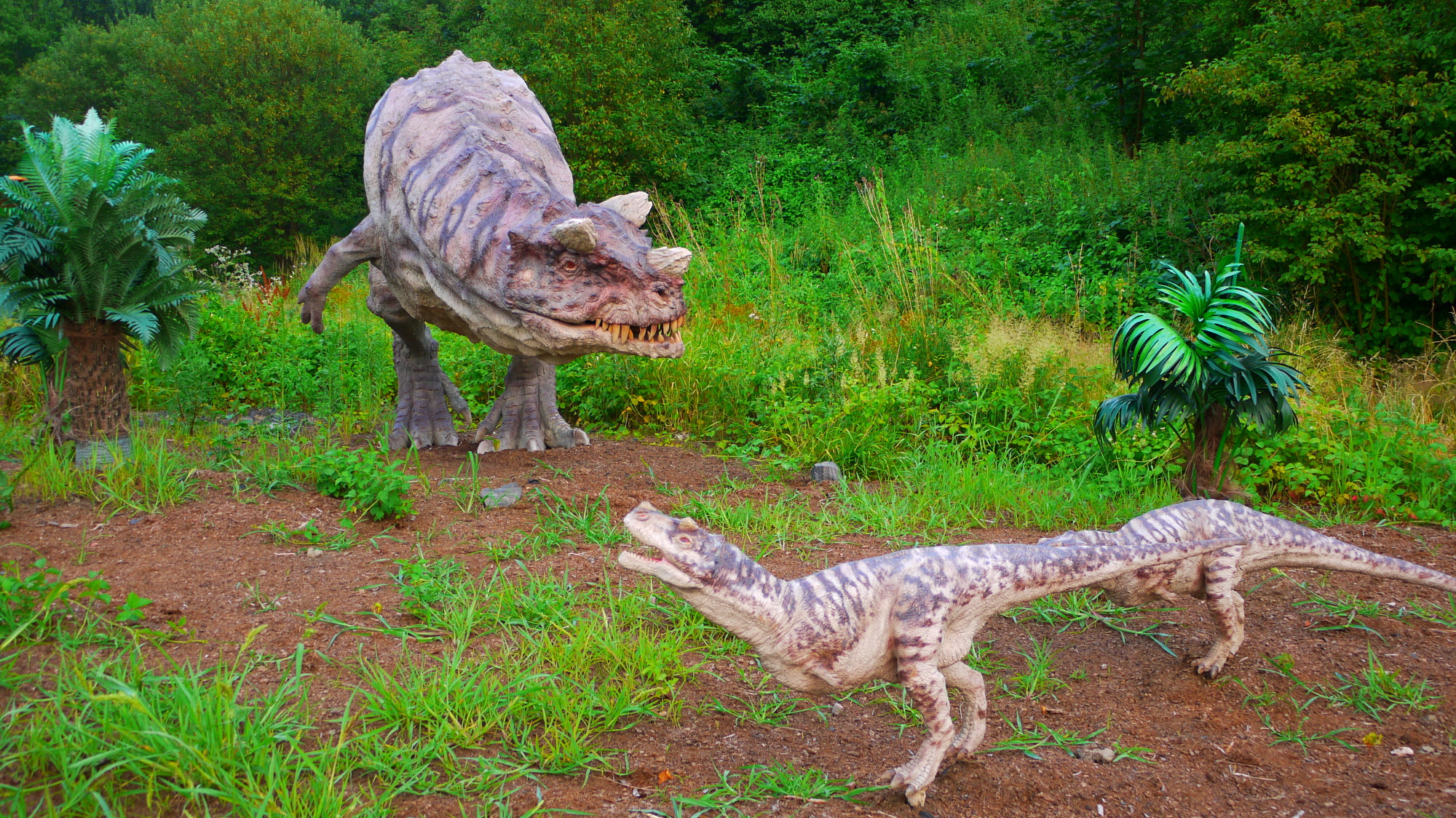
Ceratosaurus, DinoPark Ostrava
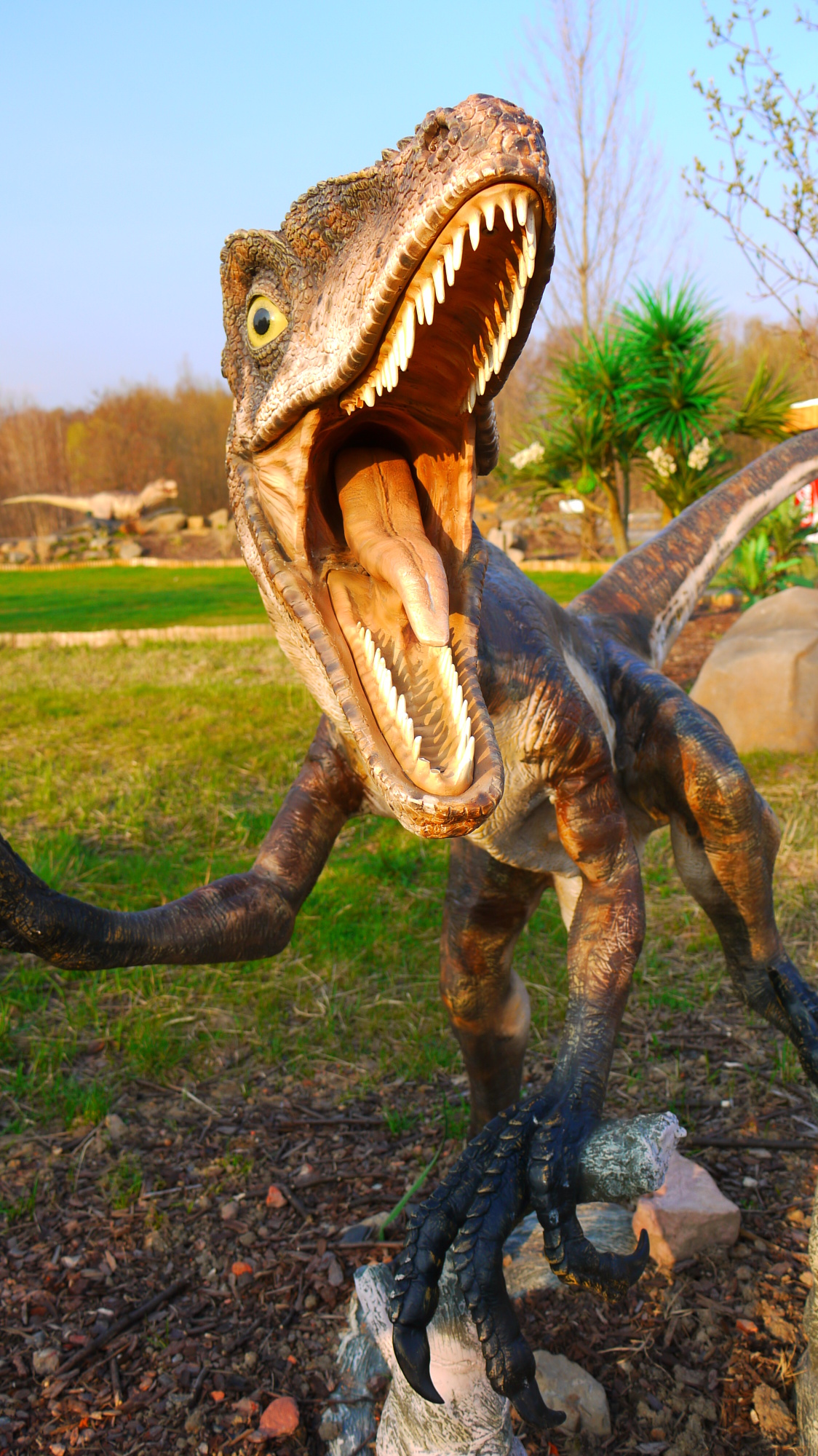
Deinonychus, DinoPark Ostrava
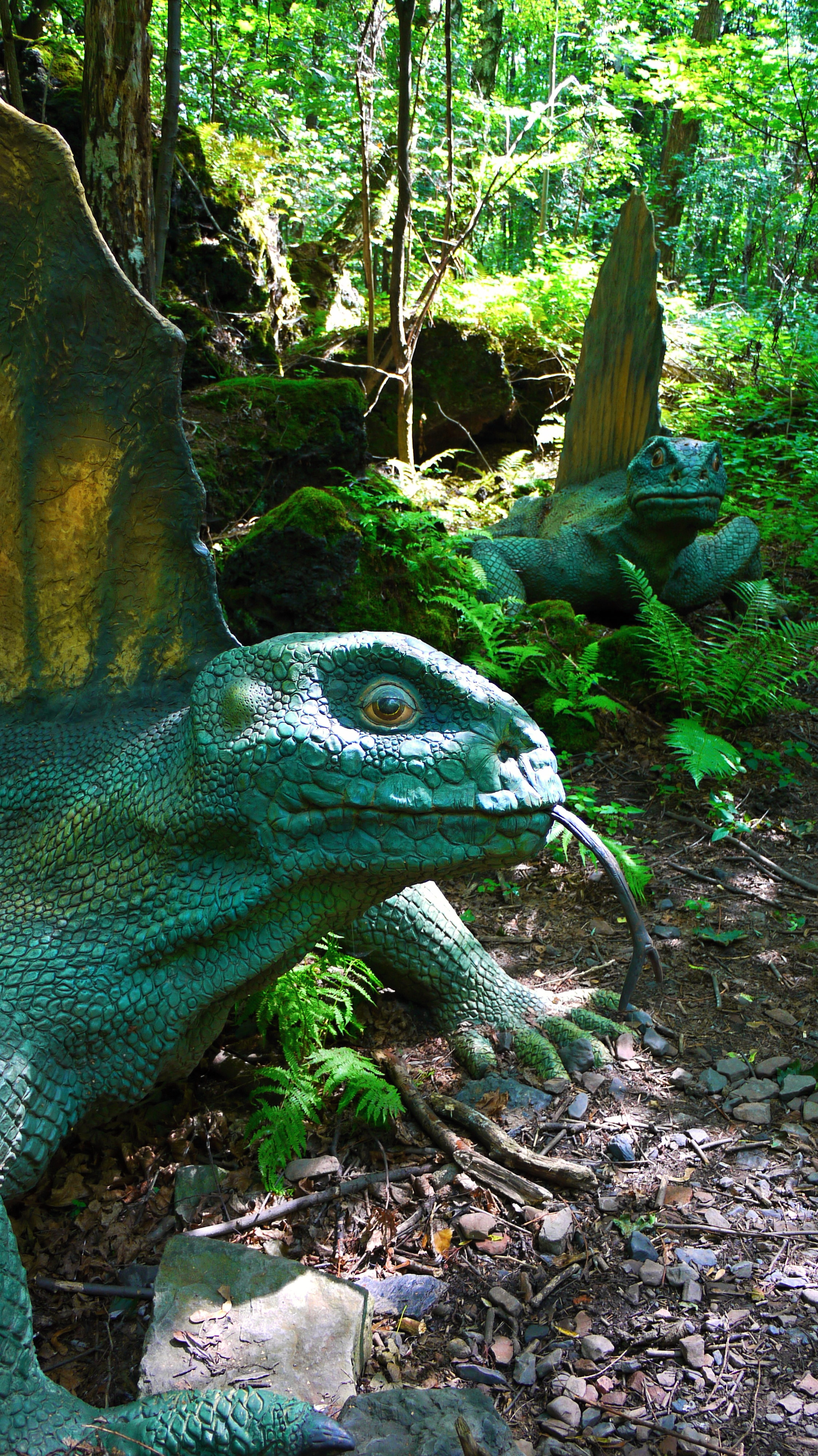
Edaphosaurus, DinoPark Ostrava
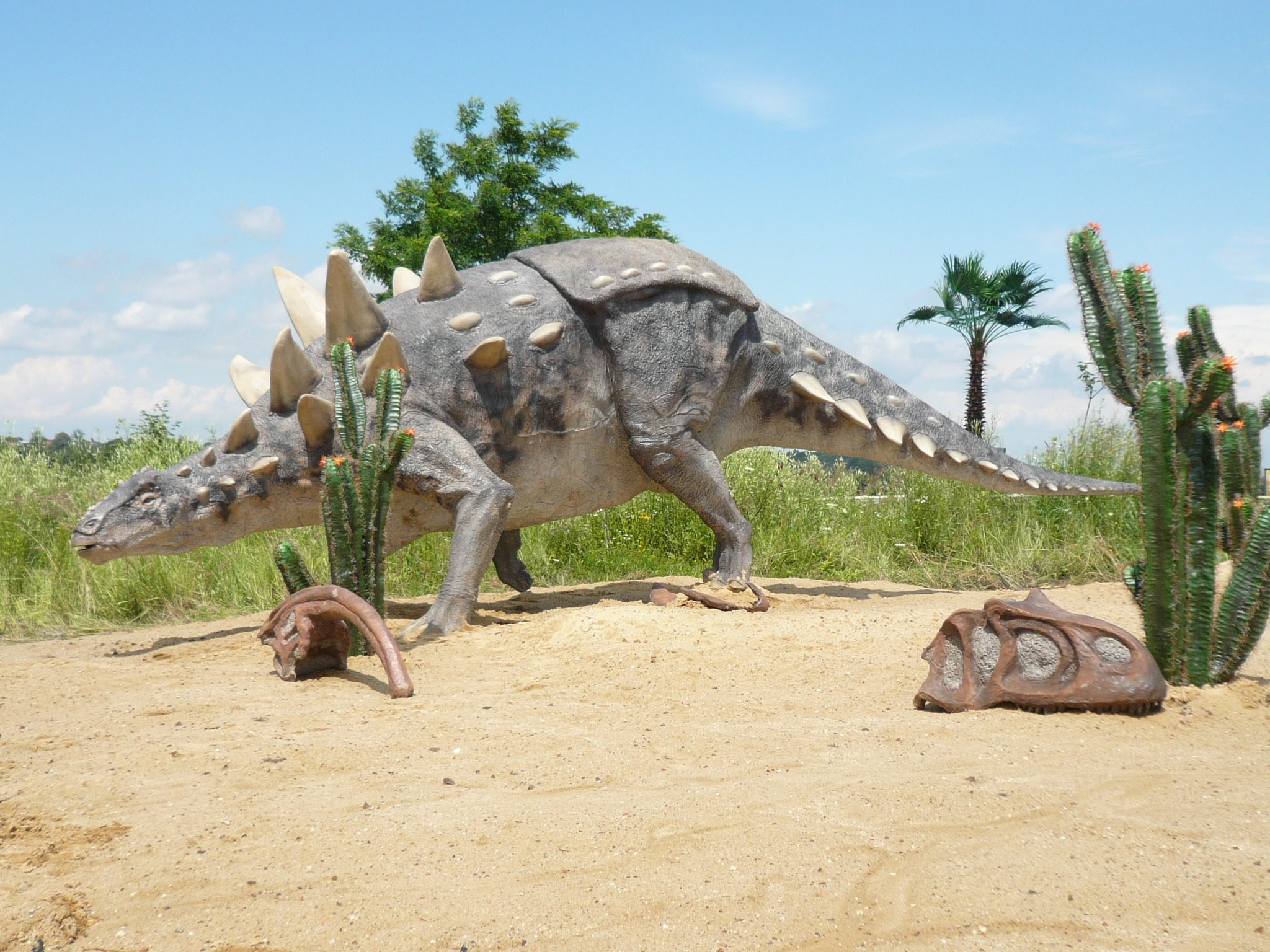
Edmontonia, DinoPark Ostrava
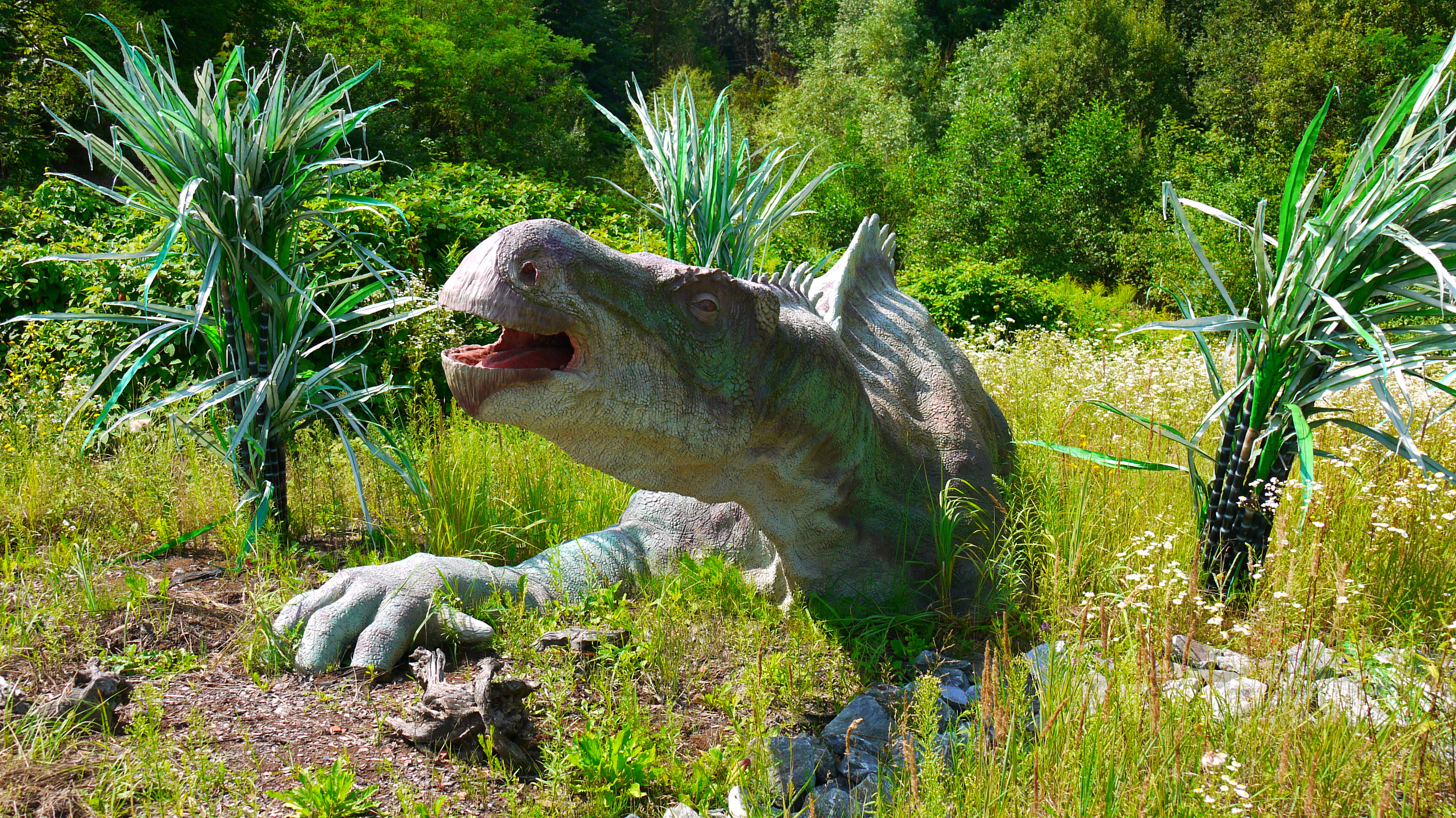
Iguanodon samice, DinoPark Ostrava
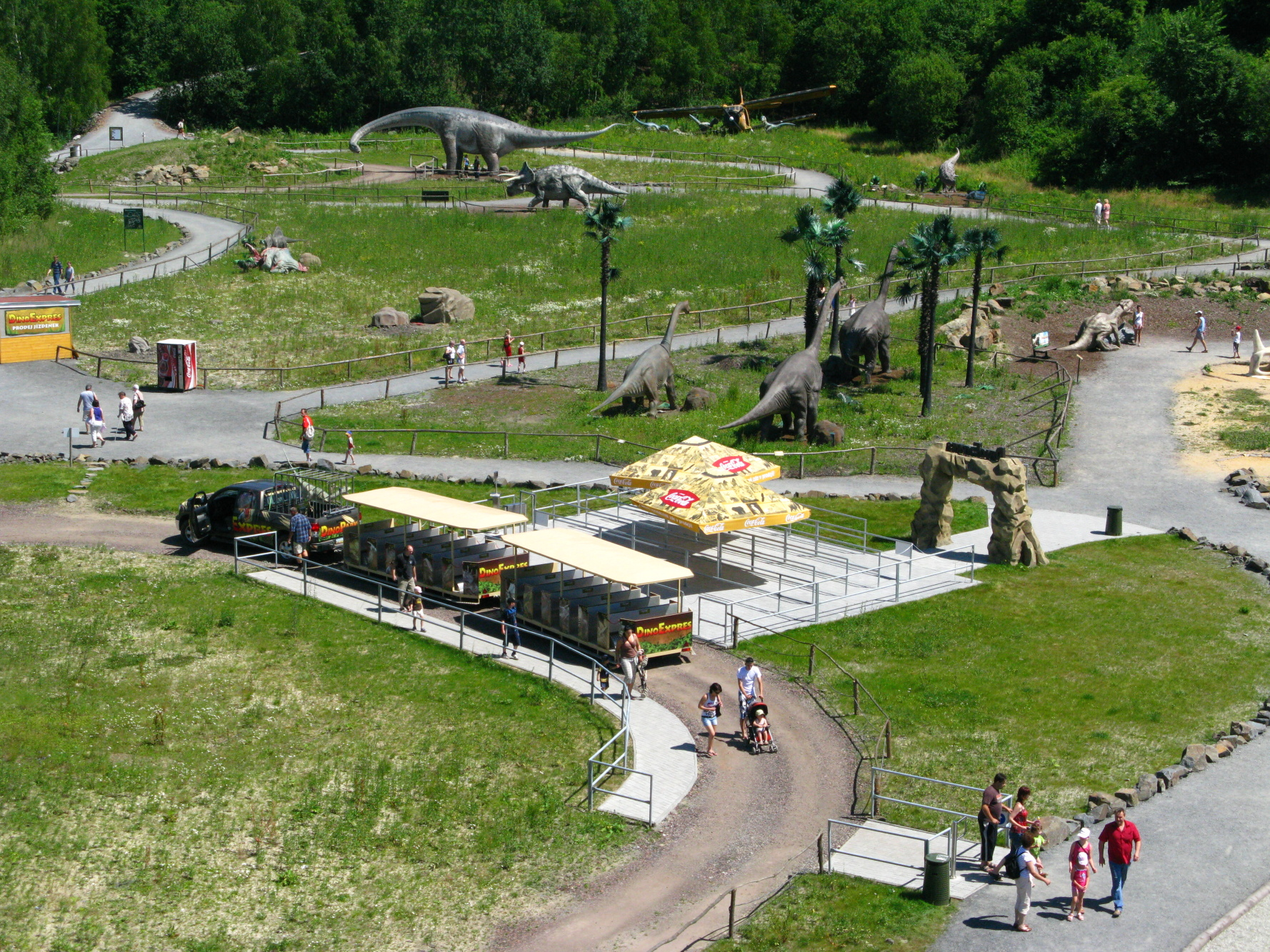
DinoPark Ostrava
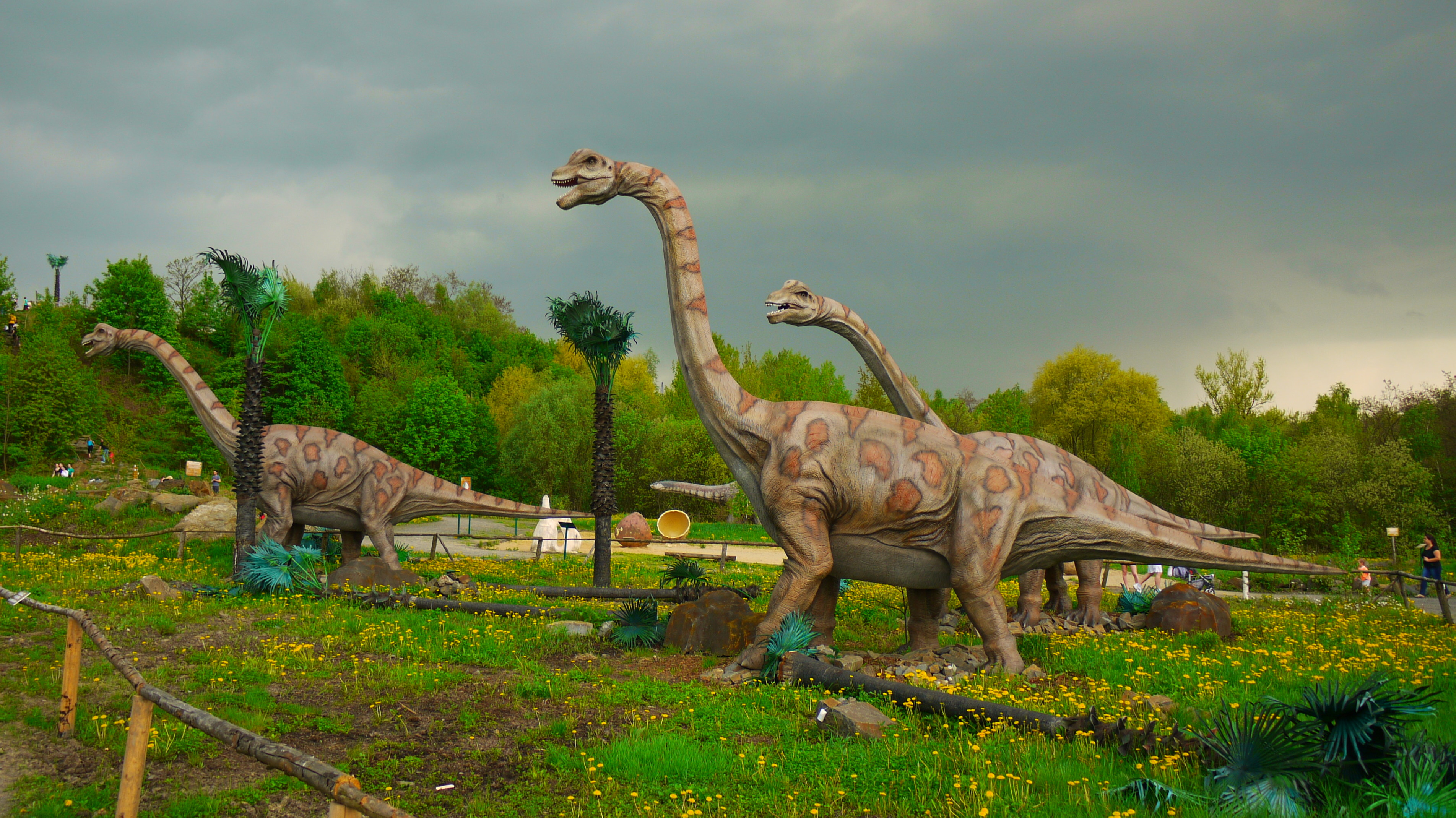
DinoPark Ostrava
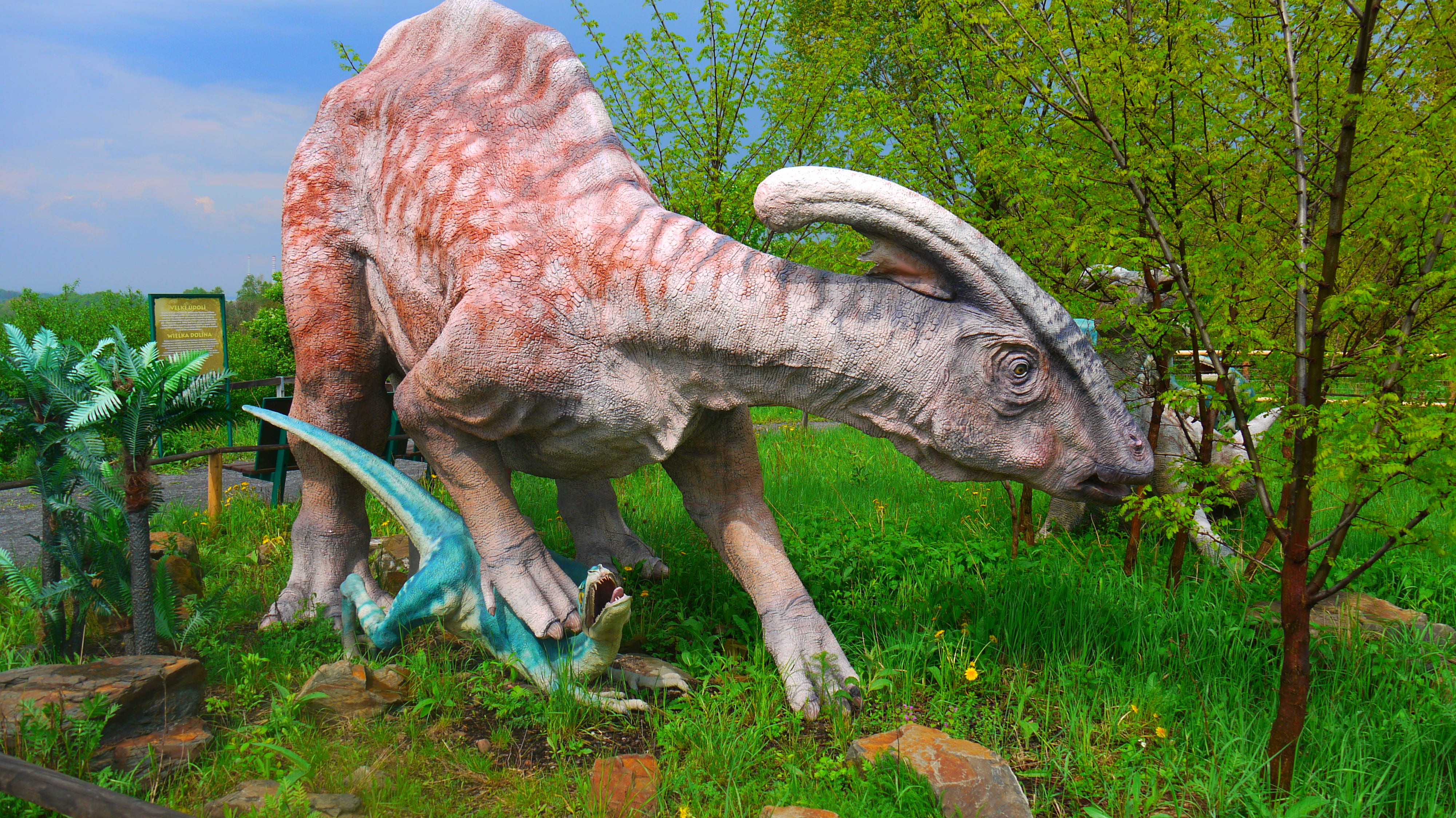
Parasaurolophus, DinoPark Ostrava
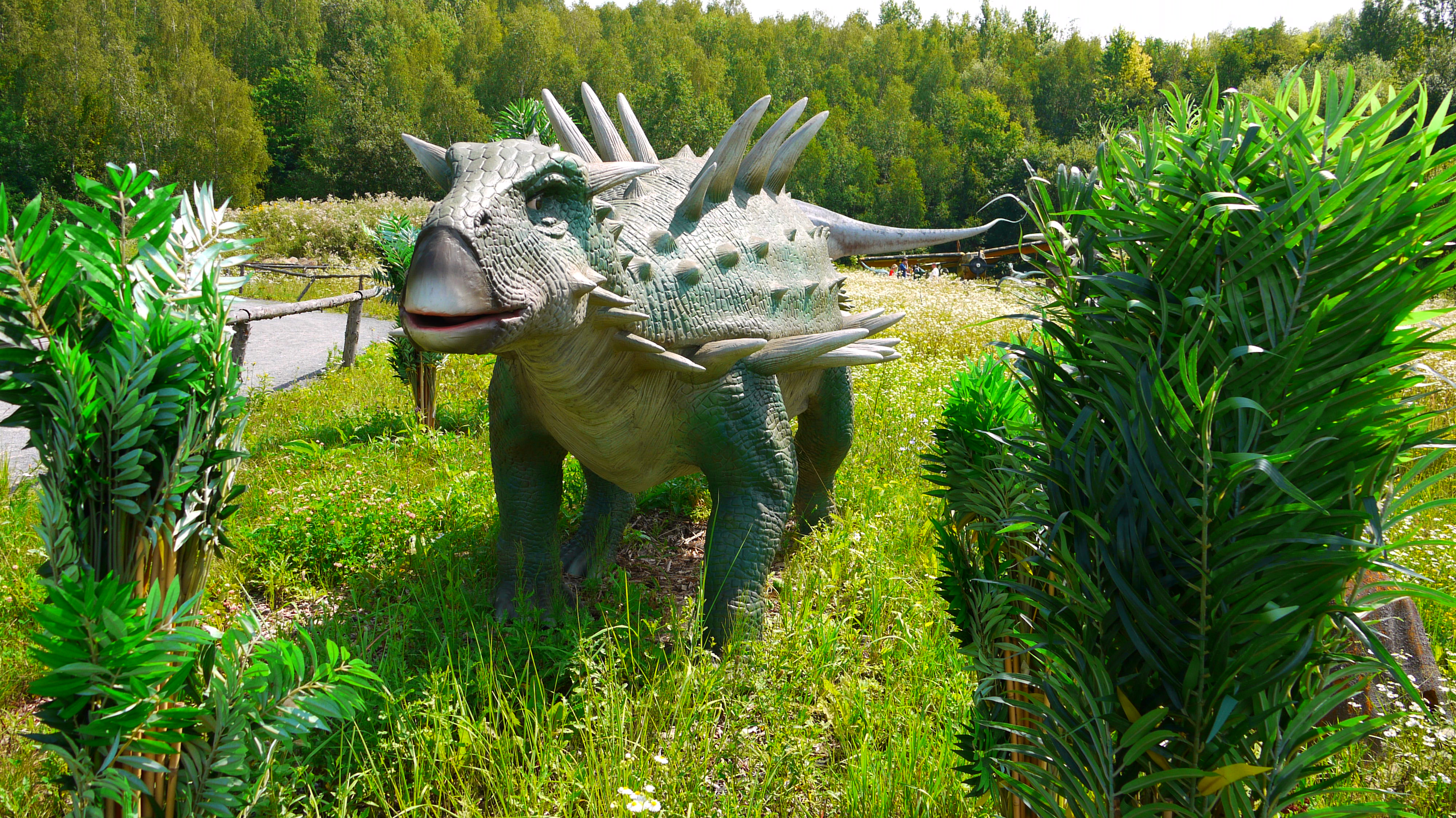
Polacanthus, DinoPark Ostrava
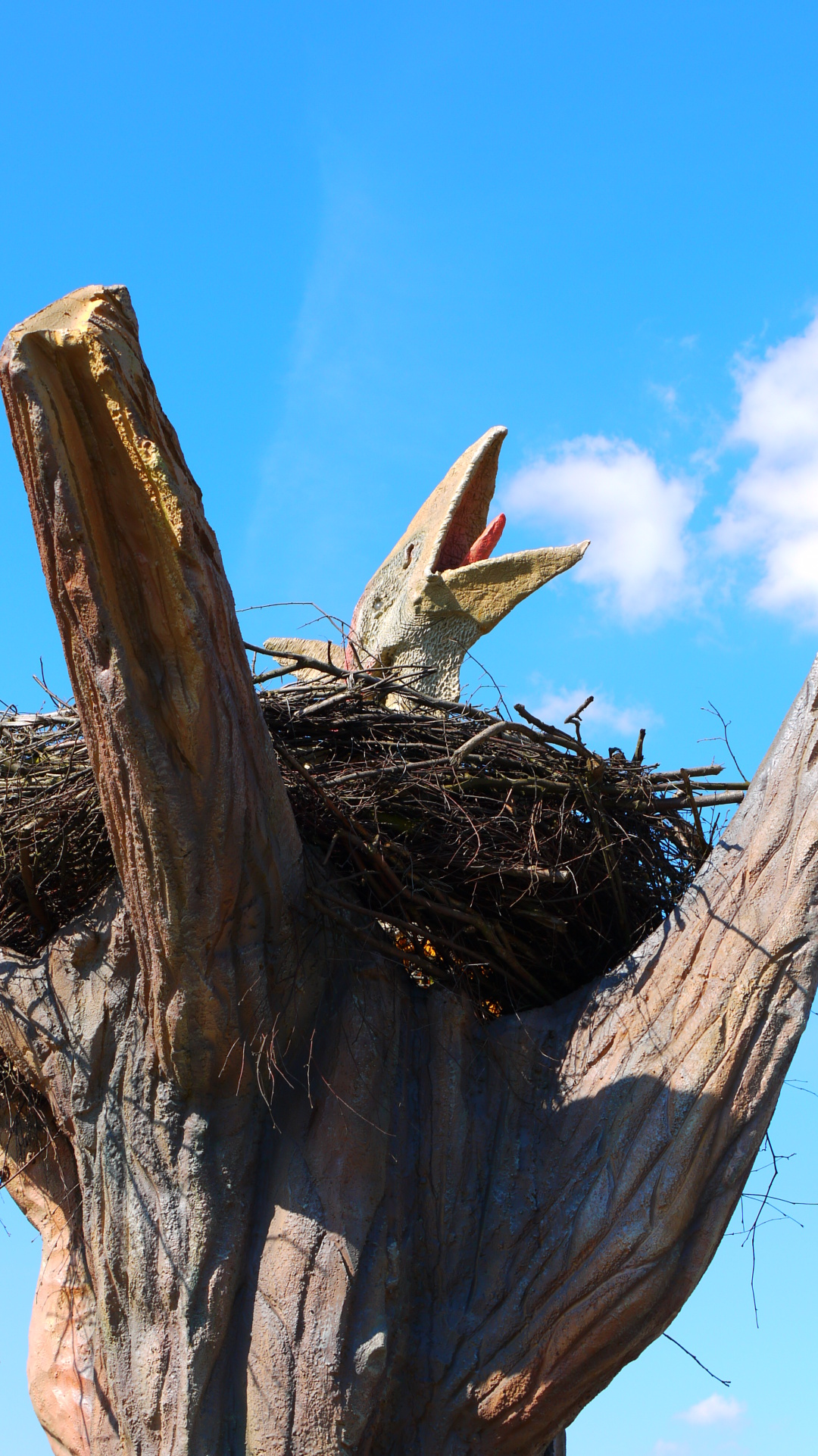
Pteranodon mládě, DinoPark Ostrava
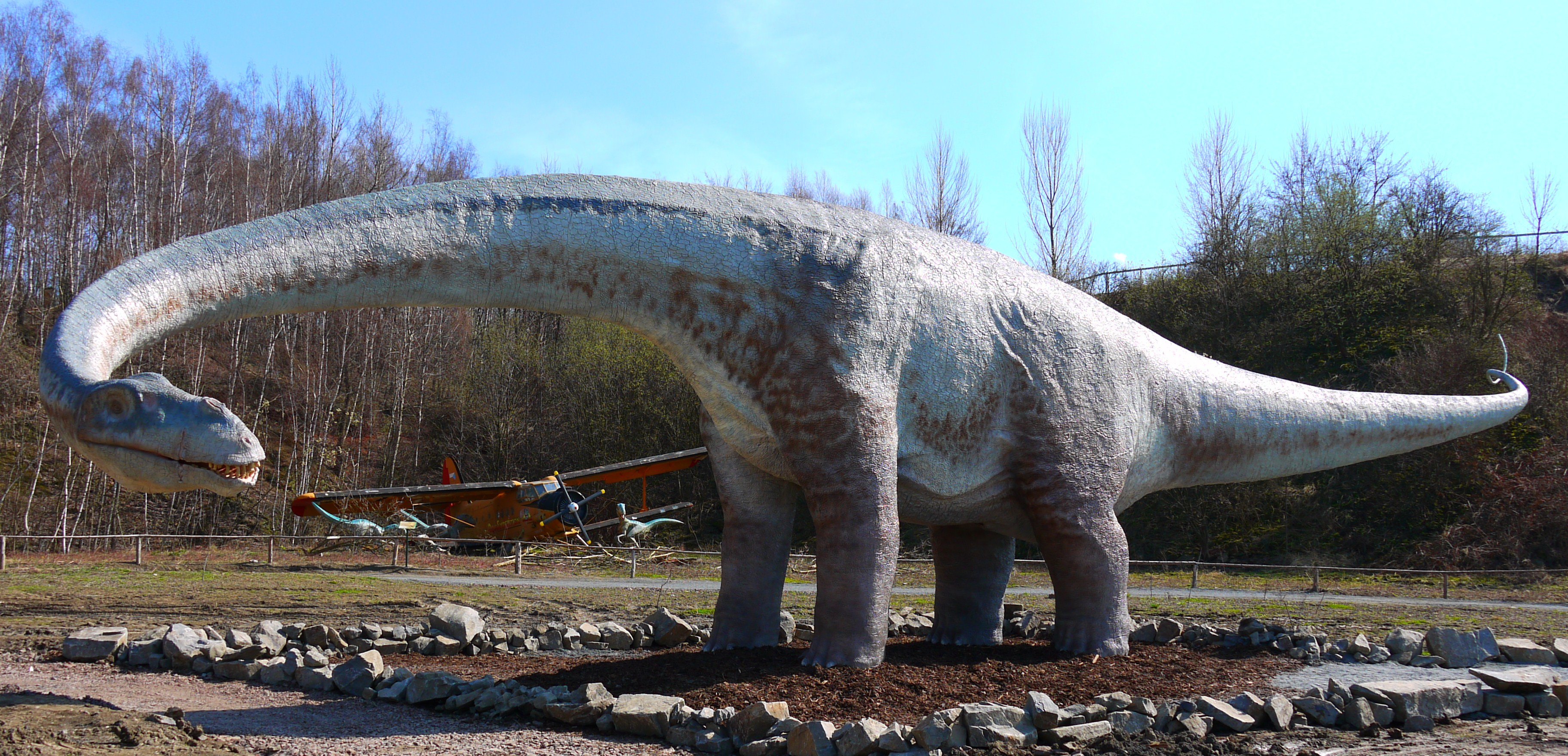
Seismosaurus, DinoPark Ostrava
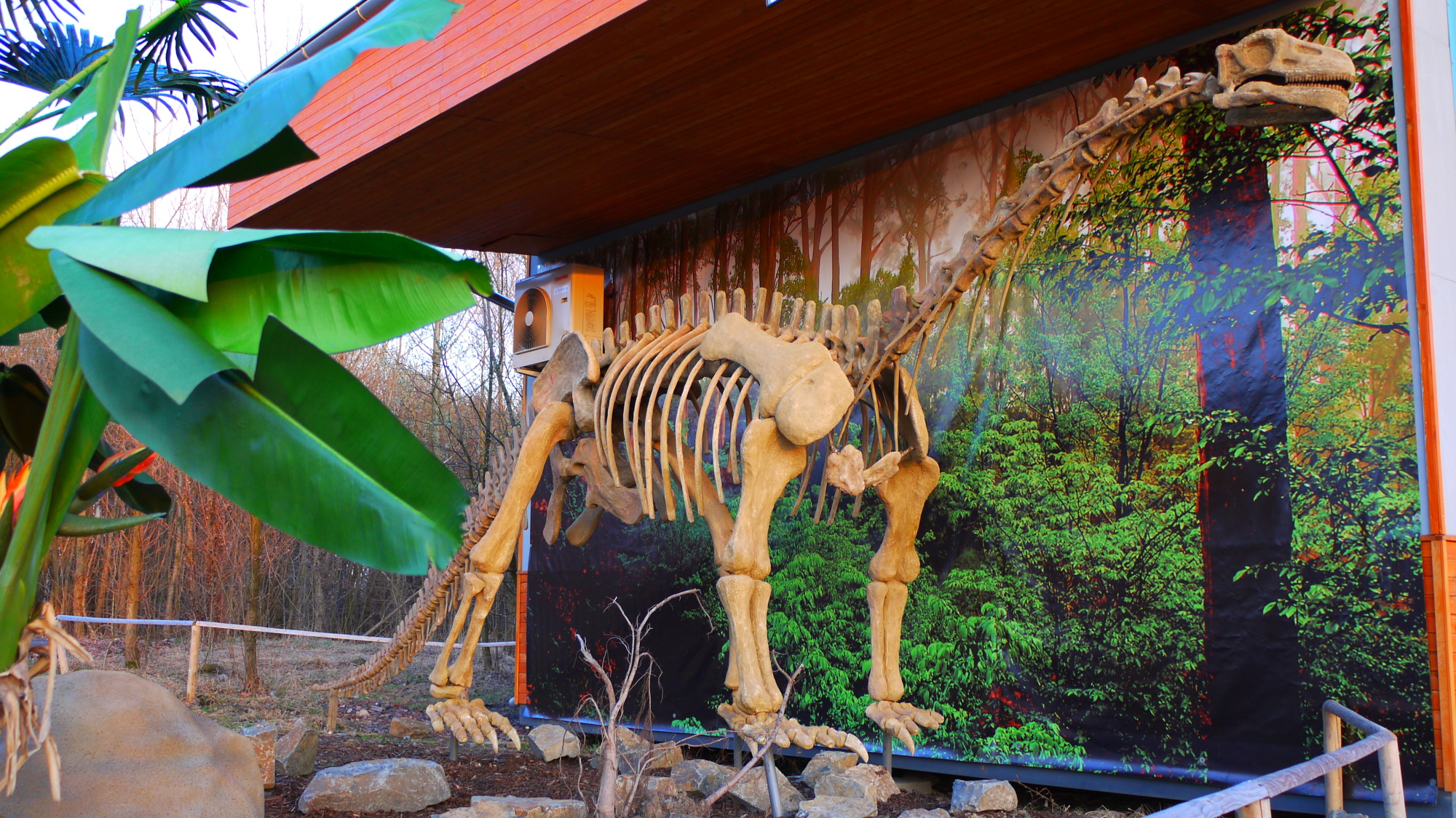
Shunosaurus, DinoPark Ostrava
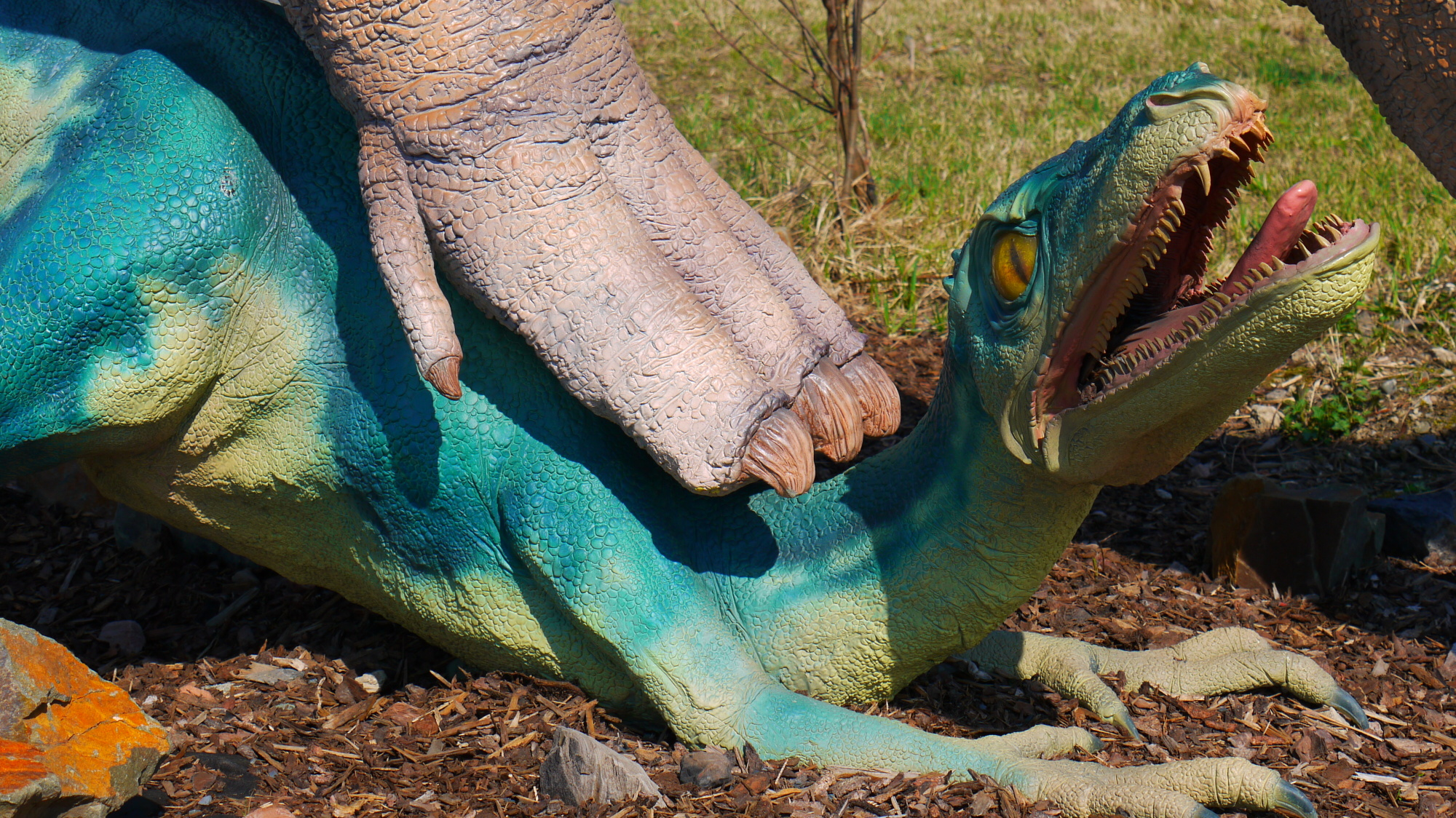
Troodon, DinoPark Ostrava
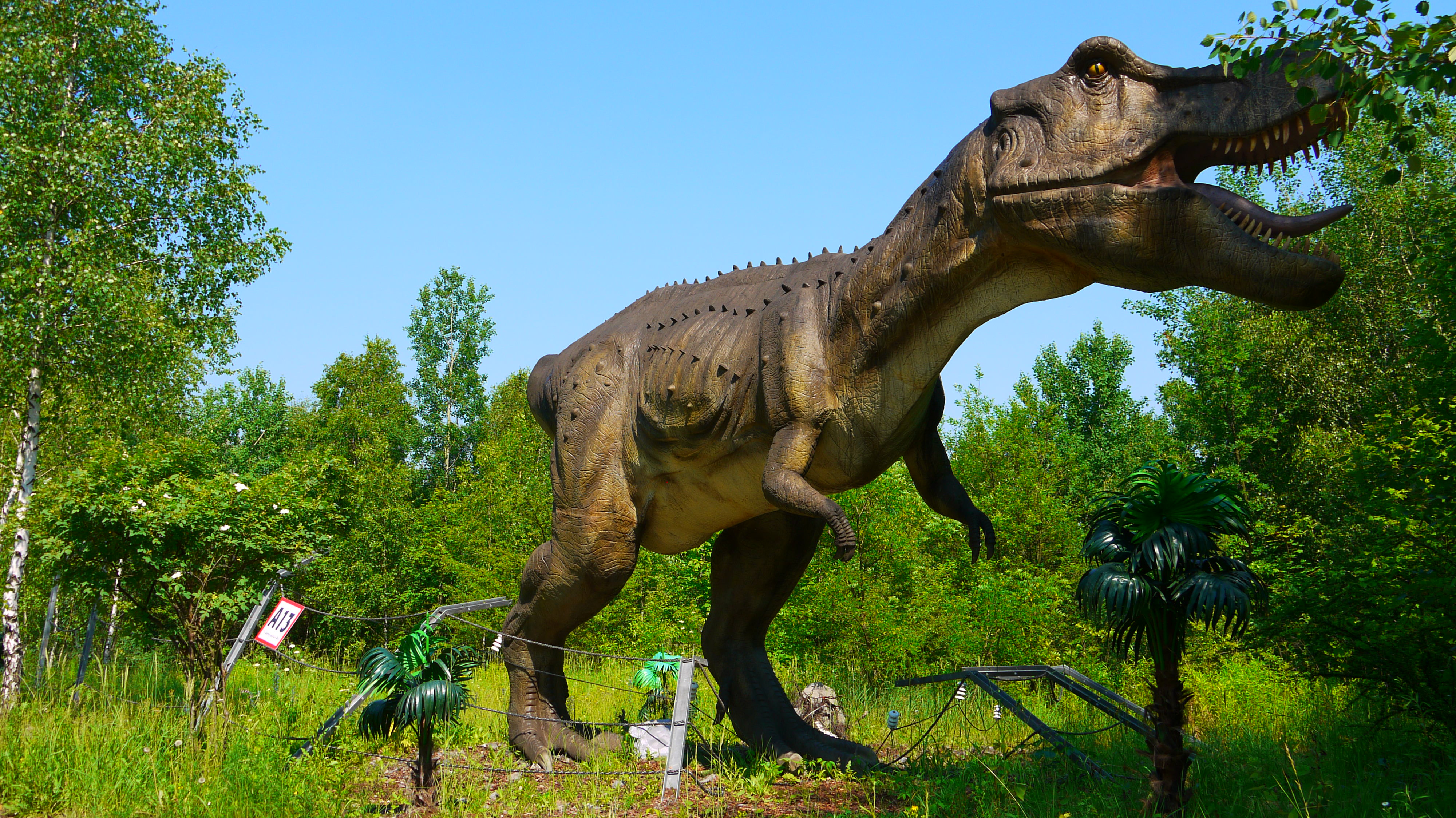
Tyrannosaurus Rex, DinoPark Ostrava
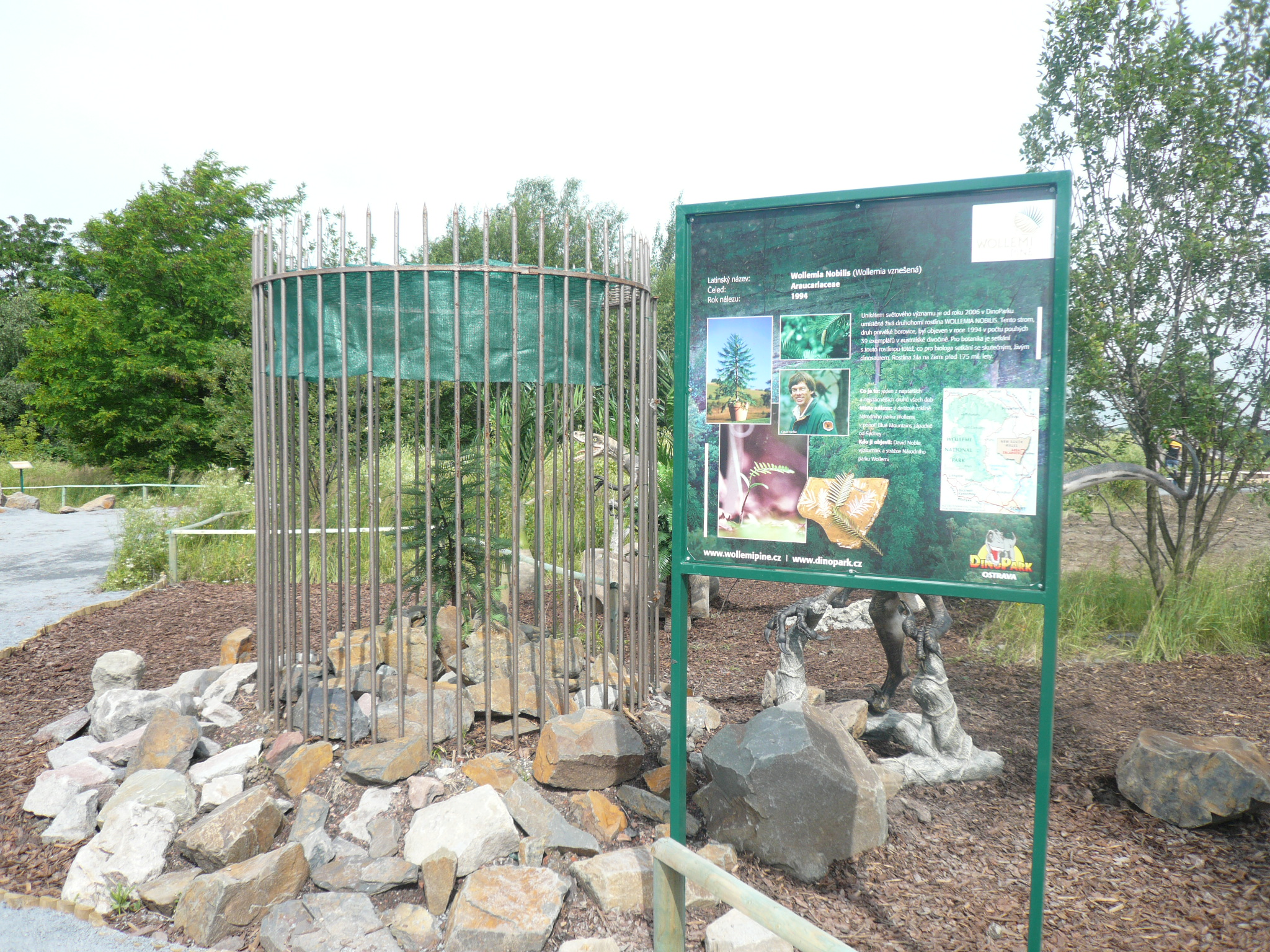
Wollemia nobilis, DinoPark Ostrava
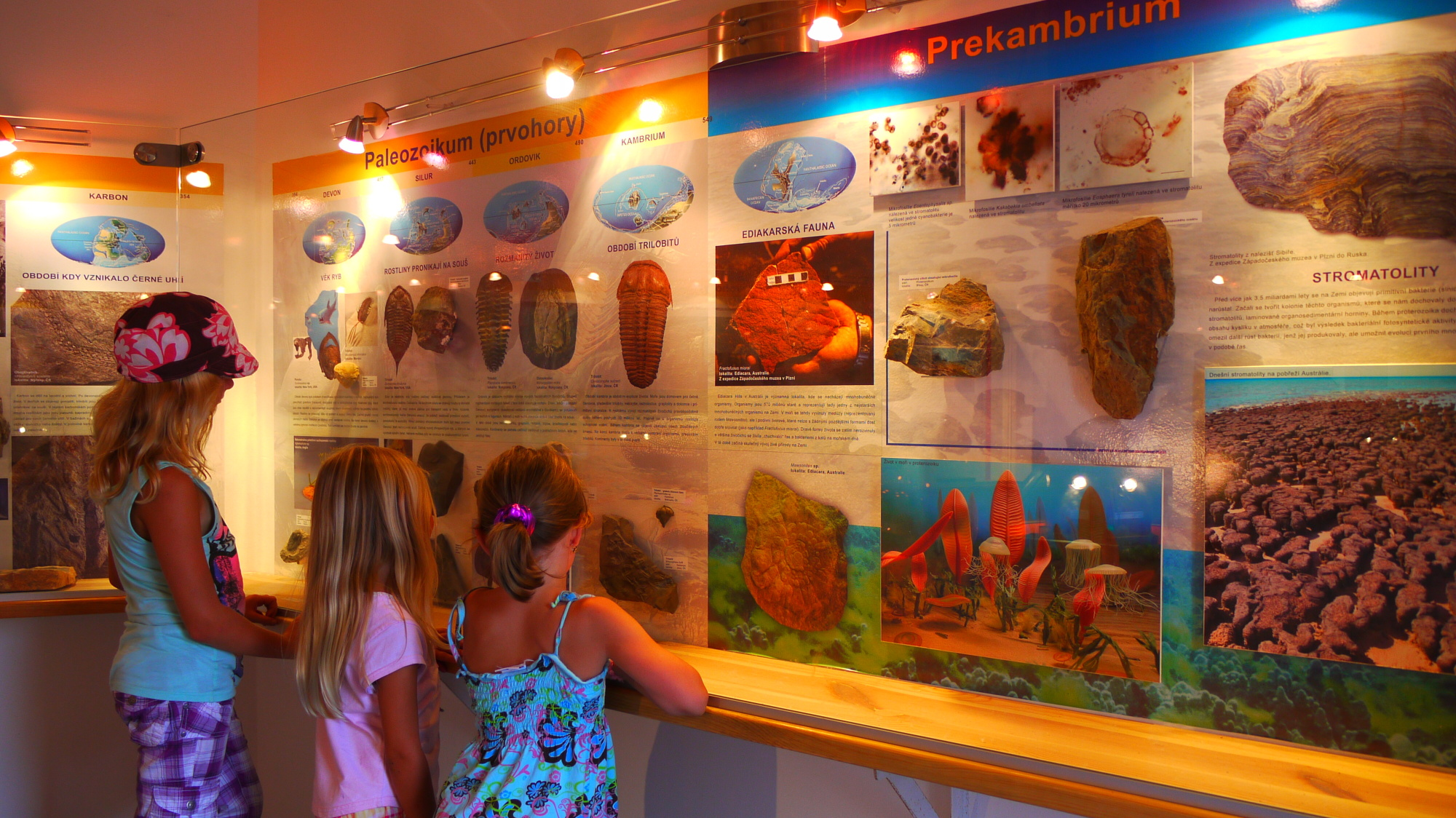
Cesta do minulosti Země, DinoPark Ostrava
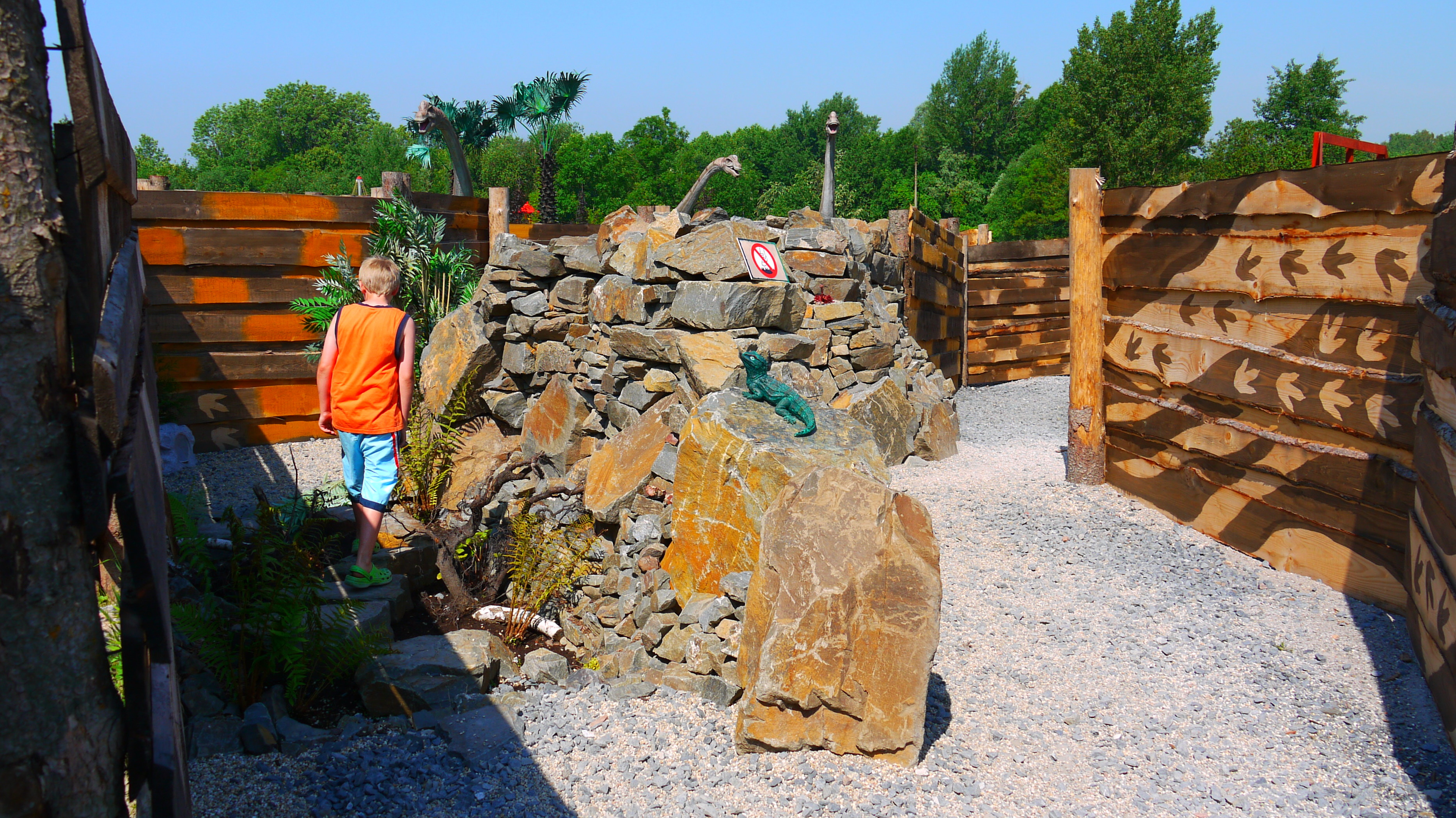
Bludiště, DinoPark Ostrava
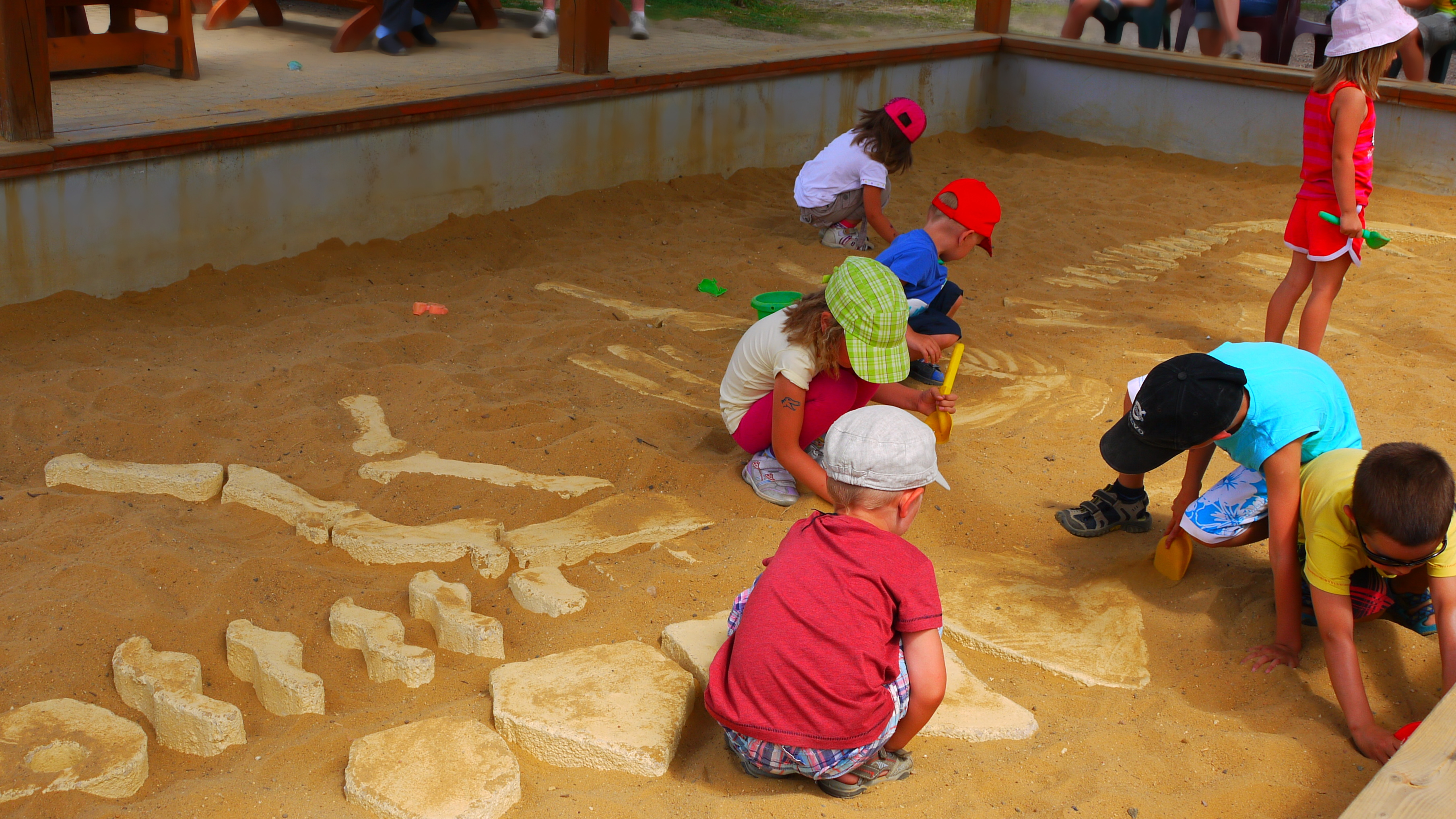
Dětské paleontologické hřiště, DinoPark Ostrava
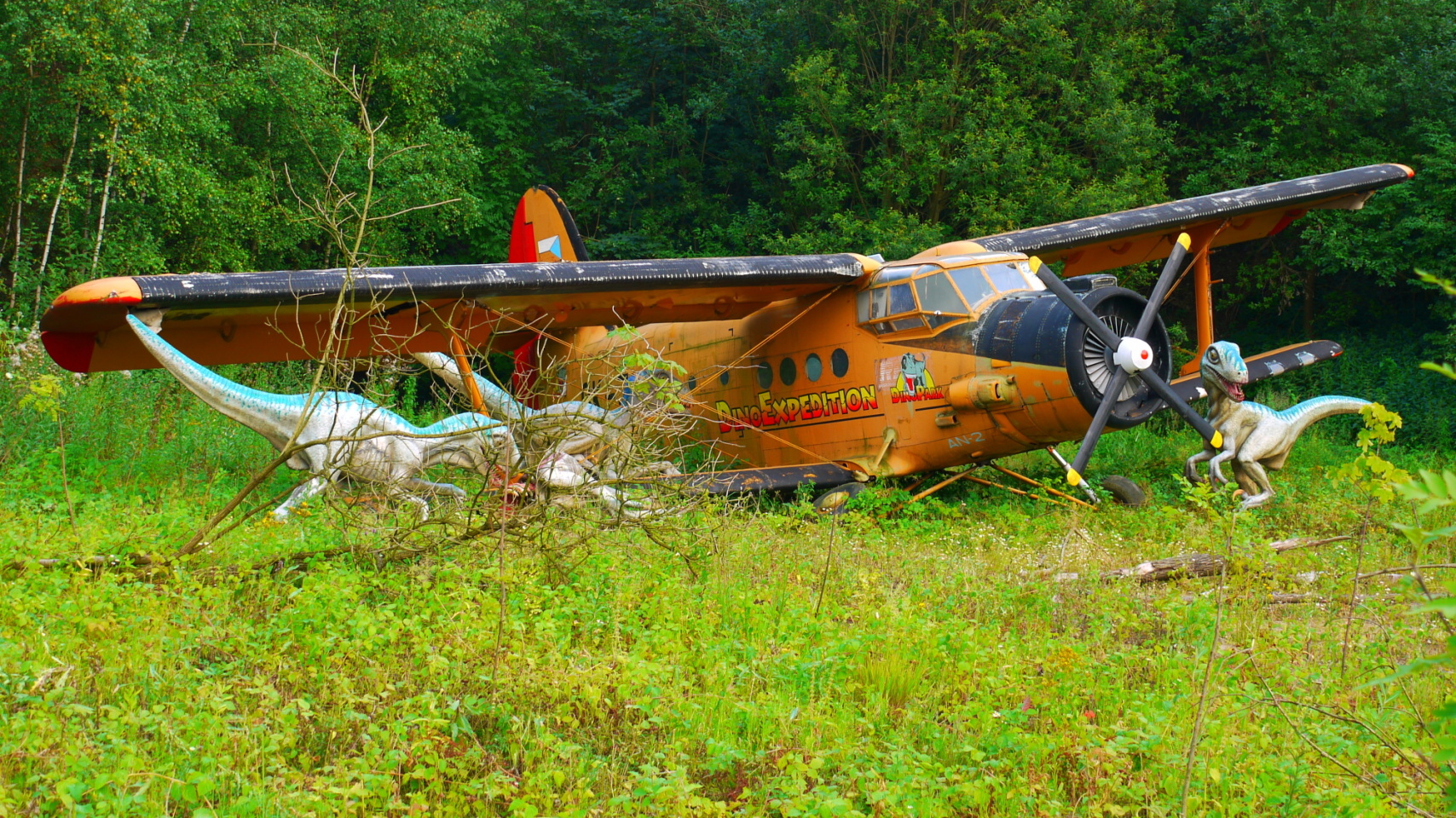
DinoExpedition, DinoPark Ostrava